# 中华人民共和国飞行情报区
中华人民共和国飞行情报区自2006年起，共计十一个。包括中国大陆的九个飞行情报区和香港飞行情报区，以及中华人民共和国政府声明归属己方的台北飞行情报区。中国民用航空局下属机构管理中国大陆区域的飞行情报区，香港飞行情报区由香港特别行政区自行负责。

## 历史沿革
1947年，国际民用航空组织成立，中華民國（中国）是为创始会员国。1949年国府迁台，两岸分治。1950年，中華民國政府退出国际民航组织。1953年1月，中華民國政府以“观察员”身份重返国际民航组织。同年8月，国际民航组织正式设立台北飛航情報區:149。
1971年，国际民航组织承认中华人民共和国政府是代表中国的唯一合法政府，取消对中华民国的承认。中华民国政府于10月25日退出国际民航组织:151。1973年，国际民航组织檀香山会议确定东海上空的飞行情报区，但中华人民共和国政府缺席会议。1974年，中华人民共和国政府开始行使代表权。
1975年时，中华人民共和国民航共拥有135条航线，并在当年结束了连续七年的亏损。7月23日，中华人民共和国国务院、中央军委批准中国民航总局、外交部、总参谋部和海上安全指挥部的报告，下发《中国民航飞行情报区的划分方案》，将全国划为沈阳、北京、上海、广州、昆明、武汉、兰州、乌鲁木齐8个飞行情报区和飞行搜寻援救区。南中国海空域划归广州飞行情报区。

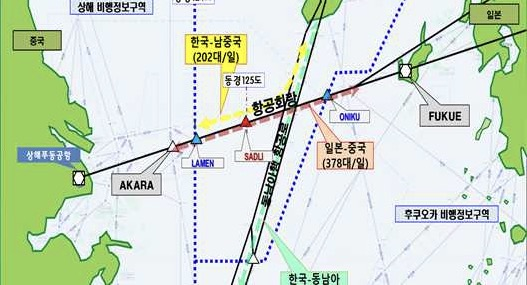
福江走廊地图

1983年1月，中国民航代表团参加在新加坡召开的，国际民航组织第二次亚洲太平洋地区航行会议。该会议实现了中华人民共和国提出的、改变东海上空飞行情报区的方案。以国际民航组织分别与中华人民共和国、日本、韩国签署备忘录的形式落实。上海至福冈空中走廊协议使中华人民共和国及日本航空管制部门在韩国大邱ACC内获得一定范围的飞行控制权。通过设立福江走廊，上海至日本的航线得以直飞，每班航班可少飞20分钟。1984年，中国民航根据实际情况，将台北飞行管制区范围单独划分为台北飞行情报区。因此，中华人民共和国名义上拥有了九个飞行情报区。
香港回归后，按《香港特别行政区基本法》规定自行负责民用航空日常管理，包括在“在香港特别行政区飞行情报区内提供空中交通服务，和履行国际民用航空组织的区域性航行规划程序所规定的其他职责”。1999年，中华人民共和国政府修订《民用航空空中交通管理规则》将全国划分为十个飞行情报区，将香港飛行情報區囊括在内。
南中国海西侧部分空域原属西贡飞行情报区，1975年西贡陷落后在国际民航组织协调下分配至香港、新加坡和曼谷飞行情报区管理的飞行责任区。自1974年中华人民共和国取得在国际民航组织的席位后，中华人民共和国方面多次向国际民航组织提出重新调整南中国海空域结构。为此，与越南以及相关的东南亚国家进行数十年、多轮谈判。2000年12月7日，国际民航组织理事会主席阿萨德·柯台特博士发表有关南中国海地区空域结构及调整的主席声明，明确2001年11月1日启用三亚责任区。同年，中华人民共和国方面开始筹建三亚飞行责任区，并与相邻的胡志明、河内、香港等管制中心，签订管制协调移交协议。2001年11月2日，正式启用三亚飞行责任区，并继续允许台湾籍航司使用。2006年5月12日，国际民航组织批准建立三亚飞行情报区。6月8日8时整，三亚飞行责任区转为三亚飞行情报区。

## 性质和相关法律
中国民航总局制定、2004年5月26日施行的《民用航空使用空域办法》第四章第三节第三十五条定义，“飞行情报区应当包括我国境内上空，以及由国际民航组织亚太地区航行会议协议，并经国际民航组织批准由我国提供空中交通服务的，毗邻我国公海上空的全部空域以及航路结构。”第三十七条规定，“飞行情报区的名称由民航总局通报国际民航组织亚太地区办事处并协调确定其代码。飞行情报区的名称、代码、范围以及其他要求的信息应当按照航行情报发布规定予以公布。”
中华人民共和国交通运输部制定、2018年5月1日施行的《民用航空空中交通管理规则》第四章第二节第八十一条定义，“飞行情报区是指为提供飞行情报服务和告警服务而划定范围的空域”。第八十二条规定，“飞行情报区包括我国领空，以及根据我国缔约或者参加的国际公约确立由我国提供空中交通服务的空域。划设飞行情报区应当便于提供飞行情报服务和告警服务，并按规定公布。”
为援救遇险航空器所设的搜寻援救区范围与飞行情报区范围相同。搜寻援救则按照《中华人民共和国搜寻援救民用航空器规定》执行。

## 管理机构
中国大陆区域内的民用航空空中管理工作均由中国民用航空局管理，中国民用航空局各地区管理局“负责监督管理本辖区民用航空空中交通管理工作”。
| 飞行情报区         | 管理机构                 |
| ------------------ | ------------------------ |
| 北京飞行情报区     | 华北空中交通管理局       |
| 沈阳飞行情报区     | 东北空中交通管理局       |
| 上海飞行情报区     | 华东空中交通管理局       |
| 武汉飞行情报区     | 中南空中交通管理局       |
| 广州飞行情报区     | 中南空中交通管理局       |
| 三亚飞行情报区     | 中南空中交通管理局       |
| 昆明飞行情报区     | 西南空中交通管理局       |
| 兰州飞行情报区     | 西北空中交通管理局       |
| 乌鲁木齐飞行情报区 | 新疆空中交通管理局       |
| 香港飞行情报区     | 香港民航處               |
| 台北飞行情报区     | 中華民國交通部民用航空局 |

## 备注
1. ↑  来源《香港特別行政區基本法》第四节民用航空第一百三十条。
2. ↑  来源《民用航空使用空域办法》第四章第三节飞行情报区规定[13]。
3. ↑  来源《民用航空空中交通管理规则》第二节飞行情报区规定（32页）[14]。
4. ↑  来源《民用航空使用空域办法》第四章第三节飞行情报区第三十八条规定[13]。
5. 1 2  来源《民用航空空中交通管理规则》第二节飞行情报区第八十二条规定（32页）[14]。
6. ↑  来源《中国民用航空空中交通管理规则》第一章节第三条规定（11页）[14]。